# Art O’Connor

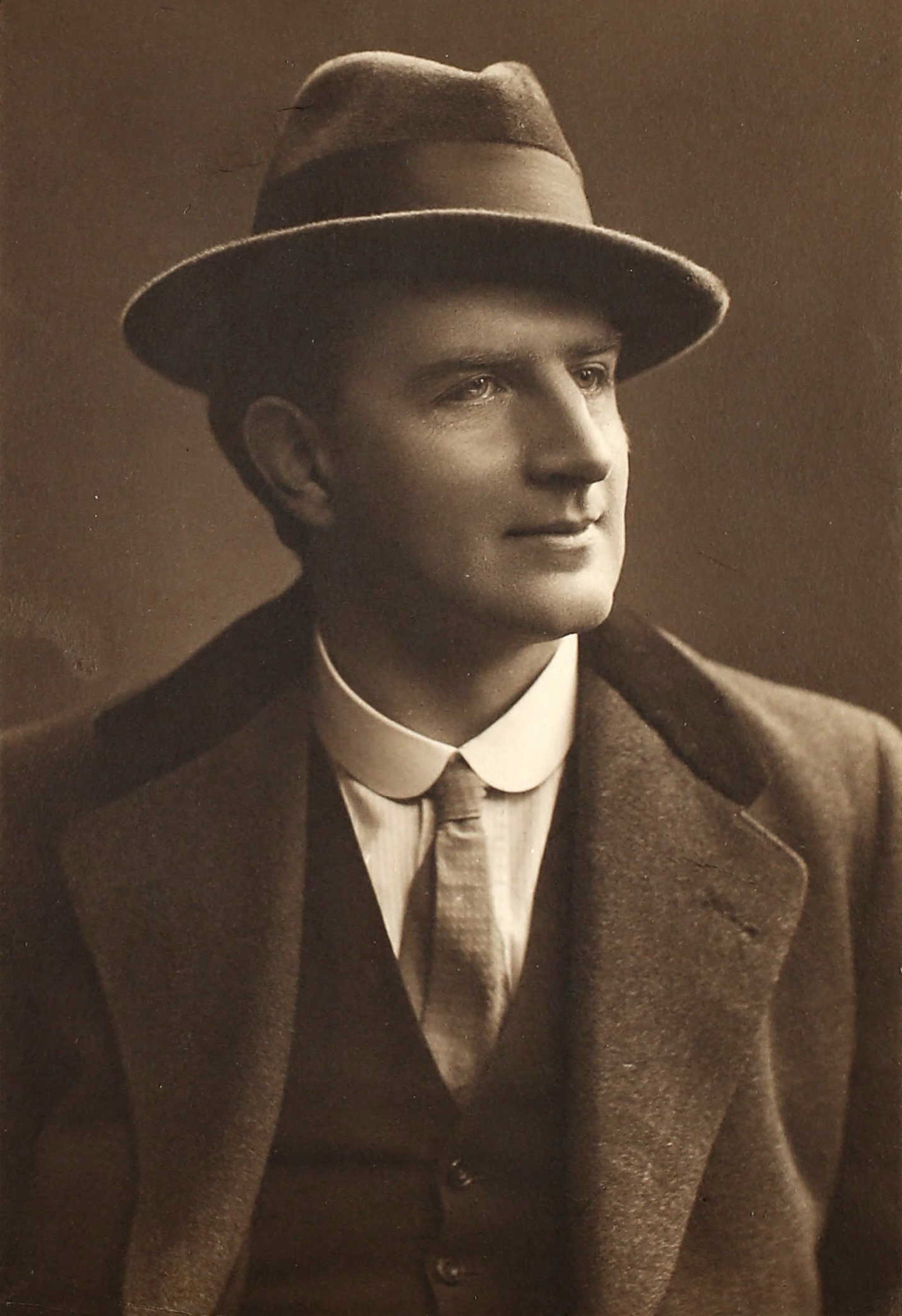
Art O’Connor

Arthur „Art“ O’Connor (* 1888 in Celbridge, County Kildare; † 10. Mai 1950 ebenda) war ein irischer Politiker der Sinn Féin.

## Biografie
O’Connor, der von Beruf Bauingenieur und Architekt war, wurde 1919 als Vertreter der Sinn Féin zum Mitglied des ersten Unterhauses (1. Dáil) und gehörte diesem zunächst als Vertreter des Wahlkreises Kildare South und dann von 1921 bis 1922 des Wahlkreises Kildare-Wicklow an.
Während dieser Zeit war er zunächst vom 11. März bis zum 29. Juni 1920 Stellvertretender Direktor für Landwirtschaft und damit de facto der Vertreter von Landwirtschaftsminister Robert Childers Barton.
Am 26. August 1921 wurde er dann selbst Landwirtschaftsminister und behielt dieses Amt bis zum 9. Januar 1922. Zugleich übte er vom 14. Oktober 1921 bis zum 9. Januar 1922 auch das Amt des Wirtschaftsministers aus.
1922 erlitt er eine Wahlniederlage und zog sich aus dem politischen Leben zurück.